# Championnat de Lituanie de basket-ball

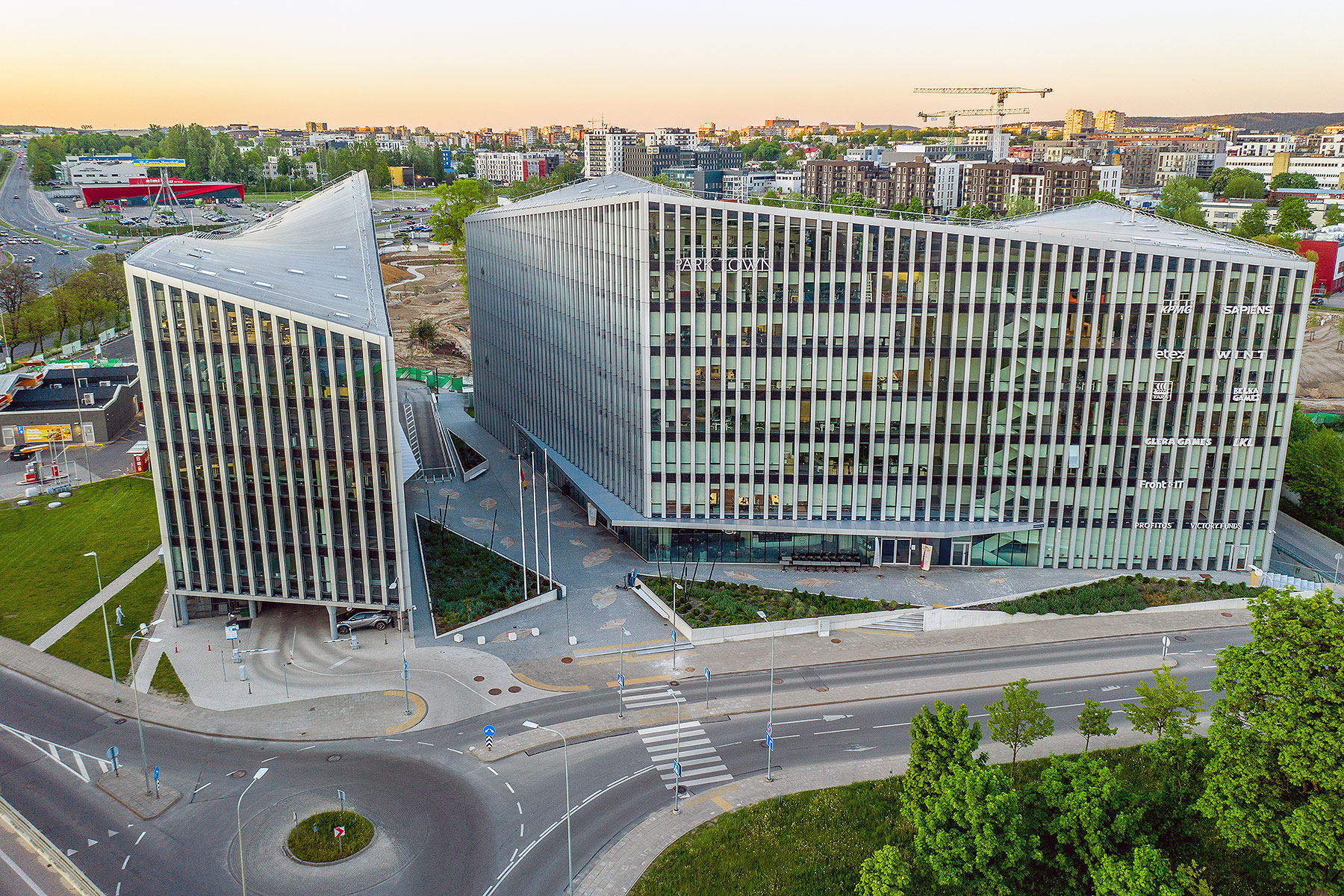
Bureau de la Ligue à Vilnius

Le Championnat de Lituanie de basket-ball (en lituanien : Lietuvos krepšinio lyga ou LKL) est une compétition de basket-ball qui représente en Lituanie le sommet de la hiérarchie du basket-ball. La seconde division lituanienne est la NKL. Le championnat de Lituanie de basket-ball existe depuis 1993.

## Principe
Le championnat de Lituanie regroupe les douze meilleures équipes lituaniennes. Chaque équipe s'affronte chacune à deux reprises, soit un total de 22 matchs, excepté les deux équipes qualifiées pour l'Euroligue, le Žalgiris Kaunas et le Lietuvos rytas qui ne disputent que douze matchs, tous à domicile. Les huit premiers sont qualifiés pour les playoffs. Les quarts de finale et les demi-finales se disputent au meilleur des trois matchs, le match pour la 3e place se dispute au meilleur des cinq matchs, la finale se disputant au meilleur des sept matchs. Le vainqueur de la finale est désigné champion de Lituanie. Le dernier de la saison régulière est relégué en NKL.
Chaque équipe peut aligner au maximum 4 joueurs étrangers. La ligue considère les joueurs des pays baltes comme étant des joueurs locaux.

## Palmarès
| Saison    | Champion        | Finaliste          | Troisième          | Score de la série finale |
| 1993-1994 | Žalgiris Kaunas | KK Atletas         | Drobé              | 3-1                      |
| 1994-1995 | Žalgiris Kaunas | KK Atletas         | Lavera             | 3-0                      |
| 1995-1996 | Žalgiris Kaunas | KK Atletas         | Plungė Olimpas     | 3-2                      |
| 1996-1997 | Žalgiris Kaunas | Plungės Olimpas    | BC Šilutė          | 3-0                      |
| 1997-1998 | Žalgiris Kaunas | KK Atletas         | Lietuvos rytas     | 3-1                      |
| 1998-1999 | Žalgiris Kaunas | Lietuvos rytas     | Vilniaus Sakalai   | 3-0                      |
| 1999-2000 | Lietuvos rytas  | Žalgiris Kaunas    | KK Šiauliai        | 3-1                      |
| 2000-2001 | Žalgiris Kaunas | Lietuvos rytas     | KK Šiauliai        | 3-2                      |
| 2001-2002 | Lietuvos rytas  | Žalgiris Kaunas    | Alytaus Alytus     | 4-3                      |
| 2002-2003 | Žalgiris Kaunas | Lietuvos rytas     | Alytaus Alytus     | 4-2                      |
| 2003-2004 | Žalgiris Kaunas | Lietuvos rytas     | KK Šiauliai        | 4-0                      |
| 2004-2005 | Žalgiris Kaunas | Lietuvos rytas     | KK Šiauliai        | 4-0                      |
| 2005-2006 | Lietuvos rytas  | Žalgiris Kaunas    | KK Šiauliai        | 4-0                      |
| 2006-2007 | Žalgiris Kaunas | Lietuvos rytas     | KK Šiauliai        | 4-2                      |
| 2007-2008 | Žalgiris Kaunas | Lietuvos rytas     | KK Šiauliai        | 4-1                      |
| 2008-2009 | Lietuvos rytas  | Žalgiris Kaunas    | KK Šiauliai        | 4-1                      |
| 2009-2010 | Lietuvos rytas  | Žalgiris Kaunas    | KK Šiauliai        | 4-3                      |
| 2010-2011 | Žalgiris Kaunas | Lietuvos rytas     | KK Prienai         | 4-1                      |
| 2011-2012 | Žalgiris Kaunas | Lietuvos rytas     | KK Prienai         | 3-0                      |
| 2012-2013 | Žalgiris Kaunas | Lietuvos rytas     | Klaipėdos Neptūnas | 4-0                      |
| 2013-2014 | Žalgiris Kaunas | Klaipėdos Neptūnas | Lietuvos rytas     | 4-2                      |
| 2014-2015 | Žalgiris Kaunas | Lietuvos rytas     | Utenos Juventus    | 4-0                      |
| 2015-2016 | Žalgiris Kaunas | Klaipėdos Neptūnas | Lietuvos rytas     | 4-1                      |
| 2016-2017 | Žalgiris Kaunas | Lietkabelis        | Lietuvos rytas     | 4-1                      |
| 2017-2018 | Žalgiris Kaunas | Lietuvos rytas     | Klaipėdos Neptūnas | 4-1                      |
| 2018-2019 | Žalgiris Kaunas | Lietuvos rytas     | Klaipėdos Neptūnas | 3-0                      |
| 2019-2020 | Žalgiris Kaunas | Lietuvos rytas     | Lietkabelis        | -                        |
| 2020-2021 | Žalgiris Kaunas | Lietuvos rytas     | Lietkabelis        | 3-0                      |
| 2021-2022 | Lietuvos rytas  | Lietkabelis        | Žalgiris Kaunas    | 4-1                      |
| 2022-2023 | Žalgiris Kaunas | Lietuvos rytas     | Lietkabelis        | 3-2                      |
| 2023-2024 | Lietuvos rytas  | Žalgiris Kaunas    | Lietkabelis        | 3-1                      |
| 2024-2025 | Žalgiris Kaunas | Lietuvos rytas     | Lietkabelis        | 3-2                      |

## Bilan par club
| Club               | Champion | Finaliste | Troisième | Années de victoires |
| ------------------ | -------- | --------- | --------- | --- |
| Žalgiris Kaunas    | 25       | 6         | 0         | 1994, 1995, 1996, 1997, 1998, 1999, 2001, 2003, 2004, 2005, 2007, 2008, 2011, 2012, 2013, 2014, 2015, 2016, 2017, 2018, 2019, 2020, 2021, 2023, 2025 |
| Lietuvos rytas     | 7        | 17        | 3         | 2000, 2002, 2006, 2009, 2010, 2022, 2024 |
| KK Atletas         | 0        | 4         | 0         | |
| Lietkabelis        | 0        | 2         | 5         | |
| Klaipėdos Neptūnas | 0        | 2         | 3         | |
| Plungė Olimpas     | 0        | 1         | 1         | |
| KK Šiauliai        | 0        | 0         | 9         | |
| Alytaus Alytus     | 0        | 0         | 2         | |
| KK Prienai         | 0        | 0         | 2         | |
| Drobė              | 0        | 0         | 1         | |
| Lavera             | 0        | 0         | 1         | |
| BC Šilutė          | 0        | 0         | 1         | |
| Vilniaus Sakalai   | 0        | 0         | 1         | |
| Utenos Juventus    | 0        | 0         | 1         | |